# Königsmoor
Königsmoor – miejscowość i gmina położona w niemieckim kraju związkowym Dolna Saksonia, w powiecie Harburg, należy do gminy zbiorowej (niem. Samtgemeinde) Tostedt.

## Położenie geograficzne
Königsmoor leży w północno-zachodniej części Pustaci Lüneburskiej ok. 40 km. na południowy zachód od Hamburga. Wokół gminy od północy i zachodu płynie rzeka Wümme. Königsmoor sąsiaduje od wschodu z gminą Otter, od północy z gminą Wistedt, od zachodu graniczy z gminami Stemmen i Lauenbrück oraz z południa z gminami Vahlde i Fintel z gminy zbiorowej Fintel z powiatu Rotenburg (Wümme). Od południowego wschodu gmina sąsiaduje z dzielnicą Wesseloh miasta Schneverdingen w powiecie Heidekreis.

## Historia
Ten bagnisty teren wykorzystywany w pozyskaniu torfu przeszedł w 1866 z Królestwa Hanoweru w wyniku jego rozpadu do Królestwa Prus. Od tego czasu Großen-Moor nadano miano królewskie czyli Königsmoor. Miejscowość zaczęła się rozwijać po 1910, gdy wybudowano tu stację badawczą na terenach torfowisk. Gmina została utworzona dopiero w 1957, włączając również sąsiednie osady Eckel Moor i Hamm Moor.

## Dzielnice gminy
W skład gminy Königsmoor wchodzą następujące dzielnice: Hamm-Moor, Königsmoor i Rieper-Moor.

## Komunikacja
Przez Königsmoor przebiega od północnego zachodu droga krajowa B75 pomiędzy Tostedt a Scheeßel. Do autostrady A1 z węzłem Sittensen jest ok. 15 km.